# Kapelle Rodentelgen
Die Kapelle Rodentelgen steht in Bruchhausen (Stadt Arnsberg). Der heutige Bau geht in Teilen auf das 15. Jahrhundert zurück.

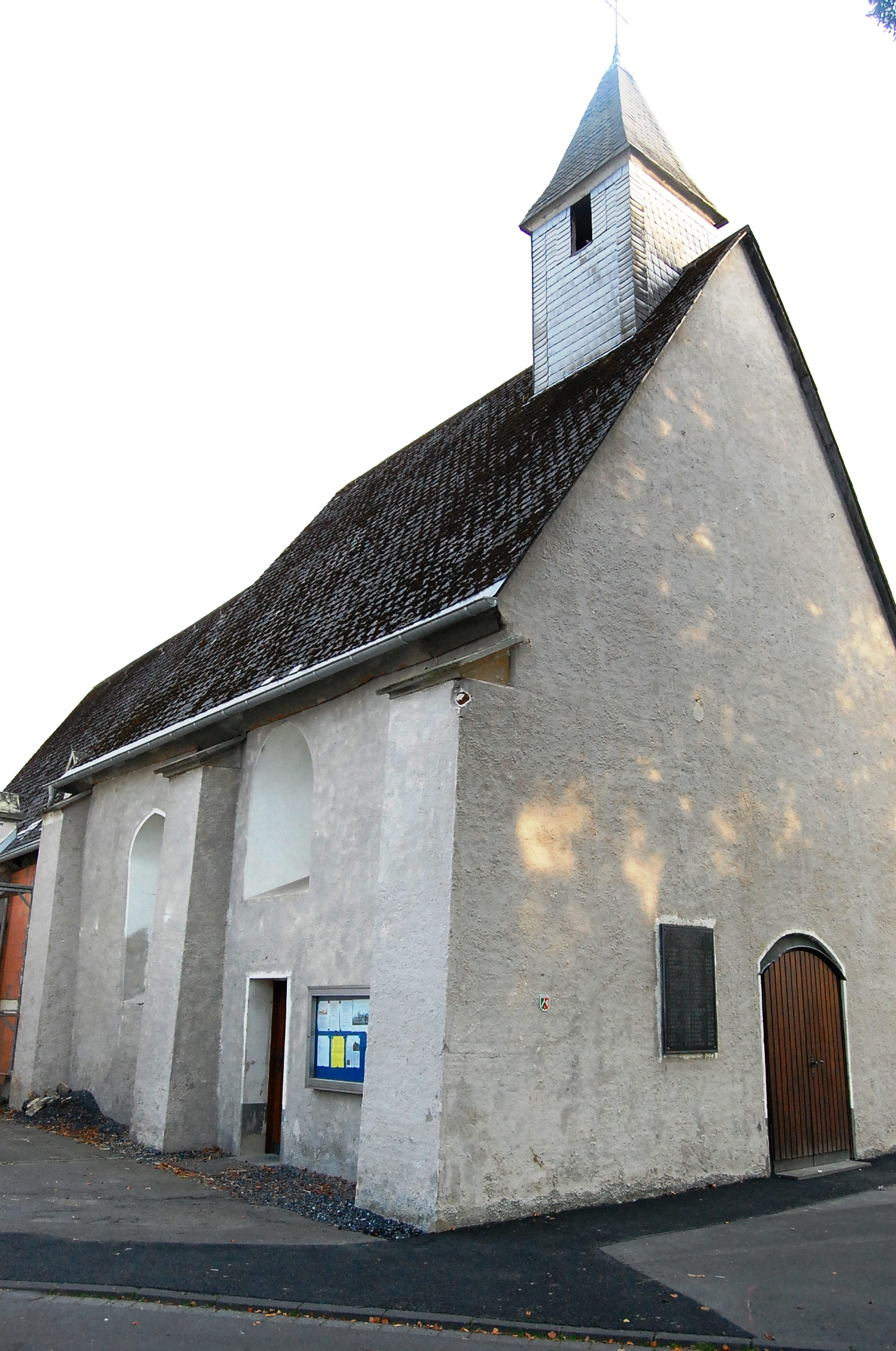
Rodentelgenkapelle

## Geschichte
Nach einer nicht glaubhaften sagenhaften Überlieferung geht der Ursprungsbau auf die Zeit des 5. Kreuzzuges um 1228/29 zurück. Eine erste schriftliche Erwähnung stammt allerdings erst aus dem Jahr 1424. Danach verkaufte ein Kanoniker des St. Patroklistifts in Soest mit Zustimmung seiner Brüder ein Gut in Bruchhausen an den Pfarrer von Hüsten und einer Kapelle von Rodentelgen. Andere meinen, dass der Bau erst um 1450 als Sühne für Taten der Soester im Herzogtum Westfalen während der Soester Fehde erbaut wurde.
Dieser erste Bau wurde 1464 durch ein Hochwasser der Ruhr fast vollständig zerstört. Danach wurde die Kapelle wieder aufgebaut. Erhalten sind vom Ursprungsbau vermutlich die Giebelseite des Turms in den unteren Teilen sowie die Tür und das erste Fenster auf der Nordseite. Diese Teile sind massiv gemauert und bestehen aus kleineren Ruhrsteinen.
Die Fachwerkkonstruktion des wieder aufgebauten Baus reichte bis etwa in die Mitte des heutigen Baus. Seit dem Neubau flossen ein Teil der Einkünfte an den Pfarrer von Hüsten. Dieser hatte dafür einen Kaplan zu bezahlen der zwei Mal die Woche die Messe las und für die Wohltäter der Kapelle betete. Der Rest der Einkünfte diente zur Unterhaltung des Gebäudes und der liturgischen Geräte. Patronin der Kapelle war die hl. Magdalena. Verehrt wurde auch die hl. Luzia sowie die Muttergottes („Unsere liebe Frau von Rodentelgen“).
Der Chor wurde um 1630 in massiven Stein erneuert. Dieser diente bis zum Bau eines kleinen Anbaus 1897 als Sakristei. Im Jahr 1659 wurde der Bau erheblich erweitert. Die im Westen an den alten Bau anschließende Erweiterung wurde auch in Fachwerk errichtet. Dieser Teil hat ein steileres und höheres Satteldach.
Der Hintergrund der Erweiterung war, dass die Kapelle gerade in Seuchen- und Dürrezeiten eine bedeutende Wallfahrtsstätte war. Am Sonntag nach dem Fest der heiligen Magdalena zog etwa eine Prozession von Hüsten zur Rodentelgenkapelle. Noch zu Beginn des 20. Jahrhunderts war die Anrufung Maria Magdalenas um Regen und der heiligen Lucia zur Abwendung der Ruhr bekannt. Durch den Aufschwung der Wallfahrten nach Menden (Sauerland) und Werl verlor die Kapelle bereits in der frühen Neuzeit ihre Bedeutung als Wallfahrtsstätte.
In der Zeit des Hüstener Pfarrers Franz Lohne in der ersten Hälfte des 19. Jahrhunderts wurden die regelmäßigen Gottesdienste eingestellt. In der Folge verfiel sie immer mehr. Im Jahr 1837 führte eine Sammlung dafür, dass sie als Bau erhalten werden konnte.
Im Jahr 1897 wurde die Kapelle mit dem nördlichen Anbau der neuen Sakristei neugotisch überformt. Hintergrund dieser letzten Erweiterung war, dass als Folge der industriellen Entwicklung durch das Zweigwerk der Hüstener Gewerkschaft die Bevölkerung anstieg und ein eigener Geistlicher angestellt wurde. Bis zum Bau der neuen Magdalenenkirche 1925 diente die Kapelle faktisch als Pfarrkirche. Danach wurde die Kapelle zunächst nicht mehr gottesdienstlich genutzt. Sie wurde teilweise als eine Art Gemeindesaal genutzt, in der etwa Kino- oder Theatervorstellungen stattfanden. Auch als Jugendheim fand sie Verwendung. Um die Jahre 1968/70 wurde sie an die evangelische Gemeinde als Gotteshaus verpachtet. Die erneut vom Verfall bedrohte Kapelle wurde erstmals renoviert. Später ging sie wieder in den Besitz der katholischen Gemeinde über und diente 2003/04 vorübergehend während der Renovierung der Pfarrkirche als Gotteshaus. Danach stand die Kapelle erneut leer. Dank des Engagements eines 2009 gegründeten Fördervereins und der Deutschen Stiftung Denkmalschutz konnte die Rodentelgenkapelle in den Jahren von 2016 bis 2018 instand gesetzt und im Mai 2018 wieder geöffnet werden.